# Suacia

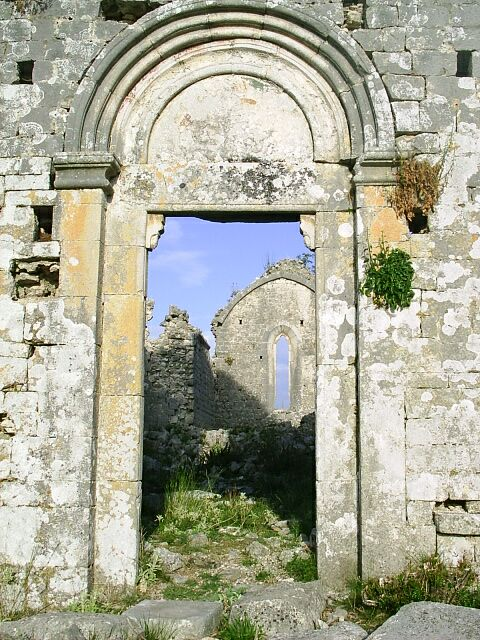
Dawna katedra diecezjalna w Suacia

Suacia (łac. Diocesis Suacinensis) – stolica historycznej diecezji w Dalmacji Superiore istniejącej do XVI wieku. Sufragania również historycznej archidiecezji Doclea, współcześnie miejscowość Šas w Czarnogórze. Obecnie katolickie biskupstwo tytularne. 

## Biskupi tytularni
| Lp. | Biskup                | Funkcja                                          | Od              | Do               |
| --- | --------------------- | ------------------------------------------------ | --------------- | ---------------- |
| 1   | Denis Moynihan        | emerytowany biskup Kerry (Irlandia)              | 17 lipca 1969   | 10 grudnia 1970  |
| 2   | Charles Roman Koester | biskup pomocniczy Saint Louis (USA)              | 2 stycznia 1971 | 24 grudnia 1997  |
| 3   | Richard Pates         | biskup pomocniczy Saint Paul i Minneapolis (USA) | 22 grudnia 2000 | 10 kwietnia 2008 |
| 4   | Bernardito Auza       | nuncjusz apostolski                              | 8 maja 2008     |                  |